# Daniel Friberg
Daniel Friberg född 10 juli 1986 i  Motala är en svensk skridskoåkare.Friberg har bland annat vunnit brons på 500 meter vid skridsko-EM. Friberg tävlade för Sverige i olympiska vinterspelen 2010 i Vancouver, Kanada.
Den 25 oktober 2011 meddelades det att han avslutar sin karriär som skridskoåkare.

### Fotnoter
1. ↑  ”Svenskt OS-hopp slutar”. Sveriges Television. 25 oktober 2011. https://www.svt.se/sport/artikel/svenskt-os-hopp-slutar-1/. Läst 25 oktober 2011.